# Чето
Чето (італ. Ceto) — муніципалітет в Італії, у регіоні Ломбардія, провінція Брешія.
Чето розташоване на відстані близько 490 км на північ від Рима, 110 км на північний схід від Мілана, 55 км на північ від Брешії.
Населення — 1920 осіб (2014).
Щорічний фестиваль відбувається 30 листопада. Покровитель — Андрій Первозваний.

## Демографія
Населення за роками:

Станом на 1 січня 2023 року в муніципалітеті офіційно проживали 83 іноземці з 16 країн, серед них 35 громадян країн Євросоюзу та 13 громадян України.

## Клімат
| BRENO            | Місяці | Місяці | Місяці | Місяці | Місяці | Місяці | Місяці | Місяці | Місяці | Місяці | Місяці | Місяці | Пора | Пора | Пора | Пора | Рік  |
| BRENO            | Січ    | Лют    | Бер    | Кві    | Тра    | Чер    | Лип    | Сер    | Вер    | Жов    | Лис    | Гру    | Зим  | Вес  | Літ  | Осі  | Рік  |
| ---------------- | ------ | ------ | ------ | ------ | ------ | ------ | ------ | ------ | ------ | ------ | ------ | ------ | ---- | ---- | ---- | ---- | ---- |
| Темп. макс. (°C) | 3.8    | 7.1    | 10.4   | 14.8   | 19.1   | 23.0   | 26.4   | 25.3   | 21.9   | 15.8   | 10.3   | 5.6    | 5.5  | 14.8 | 24.9 | 16   | 15.3 |
| Темп. мін. (°C)  | -5.8   | -3.4   | 0.0    | 3.9    | 8.1    | 12.1   | 14.5   | 14.1   | 10.6   | 5.7    | 0.9    | -3.5   | -4.2 | 4    | 13.6 | 5.7  | 4.8  |

## Сусідні муніципалітети
- Браоне
- Брено
- Капо-ді-Понте
- Червено
- Чево
- Чимберго
- Даоне
- Оно-Сан-П'єтро